# Direcția Superioară de Cultură, Educație și Propagandă
Direcția Superioară de Cultură, Educație și Propagandă (DSCEP) a fost o structură înființată în baza Înaltului Decret Regal nr. 320 din 25 aprilie 1945 și a Ordinului General nr. 29 din 8 mai 1945, subordonată direct Ministerului de Război. În acest scop au fost desemnați 6 ofițeri și 4 subofițeri din Divizia 1 Voluntari „Tudor Vladimirescu – Debrețin”.
Începutul acestei acțiuni este considerat 15 octombrie 1943, data înființării Diviziei Tudor Vladimirescu. În structura acesteia apare, prin Ordinul de zi nr. 17/01.12.1943, secția de educație și cultură. Ulterior, cadrele acestei secții, cât și din alte structuri ale diviziei, au reprezentat principala sursă de activiști ai armatei române după instaurarea Guvernul Petru Groza (1).
La conducerea acesteia a fost desemnat generalul Victor Precup urmat mai târziu de generalul Dumitru Dămăceanu. Propagandiștii din această structură (cunoscuți și sub numele de „lotul 1005”) au plecat la 11 mai 1945 în Cehoslovacia pentru a încadra aparatul de educație, cultură și propagandă al celor două armate române de pe front.
Scopul declarat al înființării unei astfel de structuri era „democratizarea armatei”. Astfel, prim-ministrul Petru Groza declara: 
„Una din sarcinile mari ale poporului român și ale guvernului actual este democratizarea armatei.”—Petru Groza
În fapt, puterea politică instalată la 6 martie 1945 a acționat pentru subordonarea tuturor instrumentelor de control, inclusiv armata, partidului unic și ideologiei sale.
Drepturile și obligațiile membrilor acestei structuri erau prevăzute în Instrucțiunile Ministerului de Război nr. 20240 din 16 mai 1945. Scopul declarat a fost de de a se pune baza unei strânse legături între armată și popor, al democratizării ei. În fapt, structura a avut rol de influențare ideologică, de partid. 
La 2 octombrie 1945 a fost transformată în Inspectoratul General al Armatei pentru Educație, Cultură și Propagandă (IGAECP).